# Natascha Ohlendorff
Natascha Ohlendorff (født 19. juli 1989 i Helsinge) er en tidligere dansk håndboldspiller, som spillede for SK Århus. Hun kom til klubben i 2011 med en lille afstikker til FCM i 12/13. Hun har tidligere optrådt for FCM Håndbold, Lyngby HK og Slagelse FH.
Hun har flere Y-landsholdskampe på CV'et.
Den 16.marts 2015 offentliggjorde hun at indstille karrieren når sæsonen 2015-16 er færdigspillet. 

## Privat
Natascha er født døv, men det er noget hun har lært og leve med. Men pga. netop dette har et skifte til udlandet aldrig været oppe til overvejelse pga. for vanskelige kommunikationsudfordringer.
Hun er kæreste med Århus Håndbolds Mikkel Saad.